# 16-я отдельная бригада армейской авиации (Украина)
16-я отдельная бригада армейской авиации «Броды» (укр. 16-та окрема бригада армійської авіації «Броди», сокр. 16 ОБрАА, в/ч А2595, пп В3765) — соединение армейской авиации Сухопутных войск Украины. Бригада базируется в Бродах Львовской области. Подчиняется непосредственно командованию Сухопутных войск Украины.
За период 1995—2012 годов подразделения полка участвовали в 21 миротворческой миссии ООН.

## Символика и традиции

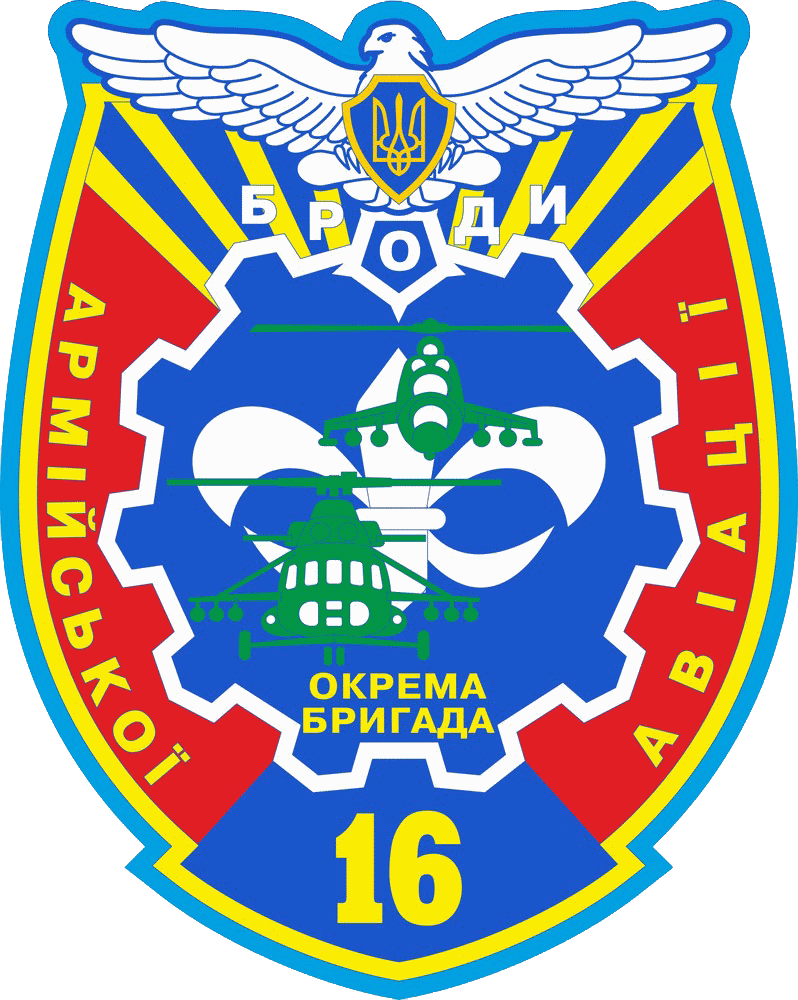
Предыдущая эмблема бригады

23 августа 2017 года, с целью восстановления исторических традиций национального войска по наименованиям воинских частей, учитывая надлежащее выполнение поставленных задач, высокие показатели в боевой подготовке и по случаю 26-й годовщины независимости Украины, указом Президента Украины Петра Порошенко бригаде было присвоено почётное наименование «Броды».

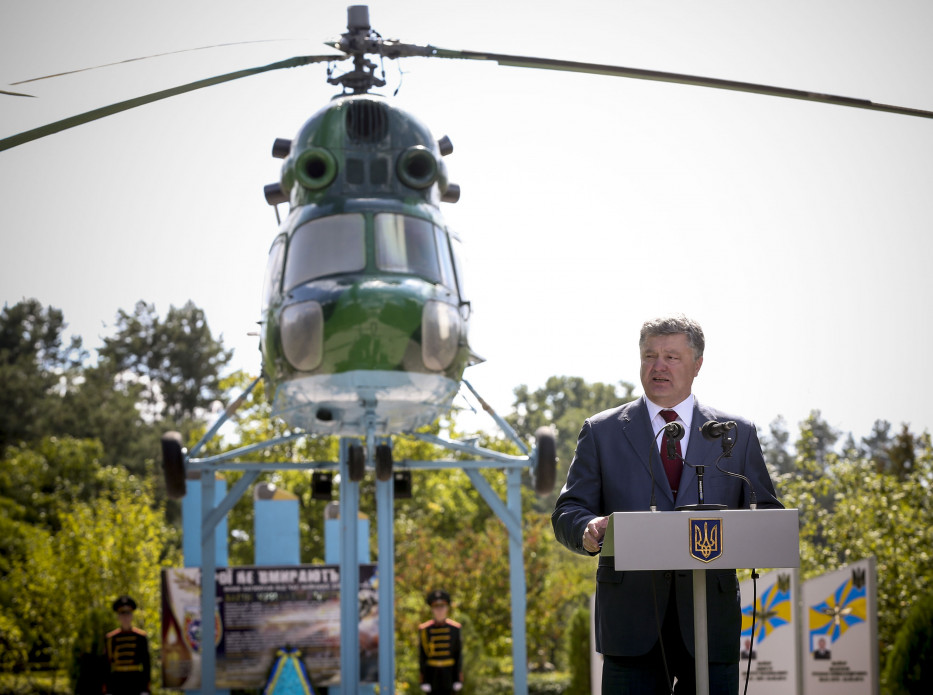
Рабочая поездка Петра Порошенко к бригаде

24 августа 2017 года, на параде ко Дню независимости Украины, Президент Украины Пётр Порошенко вручил бригаде боевое знамя.

## Командование
- До 2018: полковник Яременко, Игорь Витальевич[укр.]
- 2018—2019: полковник Мазепа, Игорь Ярославович (погиб 29 мая 2019)
- 2019: полковник Бардаков, Павел Алексеевич[укр.]